# Arsonval (Aube)
Pour les articles homonymes, voir Arsonval.
Arsonval est une commune française située dans le département de l'Aube, en région Grand Est.

## Géographie
| Éclance     |          | Vernonvilliers    |
| Bossancourt | Arsonval | Lévigny           |
| Dolancourt  | Jaucourt | Montier-en-l'Isle |

### Hydrographie
La commune est dans la région hydrographique « la Seine de sa source au confluent de l'Oise (exclu) » au sein du bassin Seine-Normandie. Elle est drainée par l'Aube, le cours d'eau 01 du Val d'Arlette et l'Aube,.
L'Aube, d'une longueur de 249 km, prend sa source dans la commune d'Auberive et se jette  dans la Seine à Marcilly-sur-Seine, après avoir traversé 82 communes.

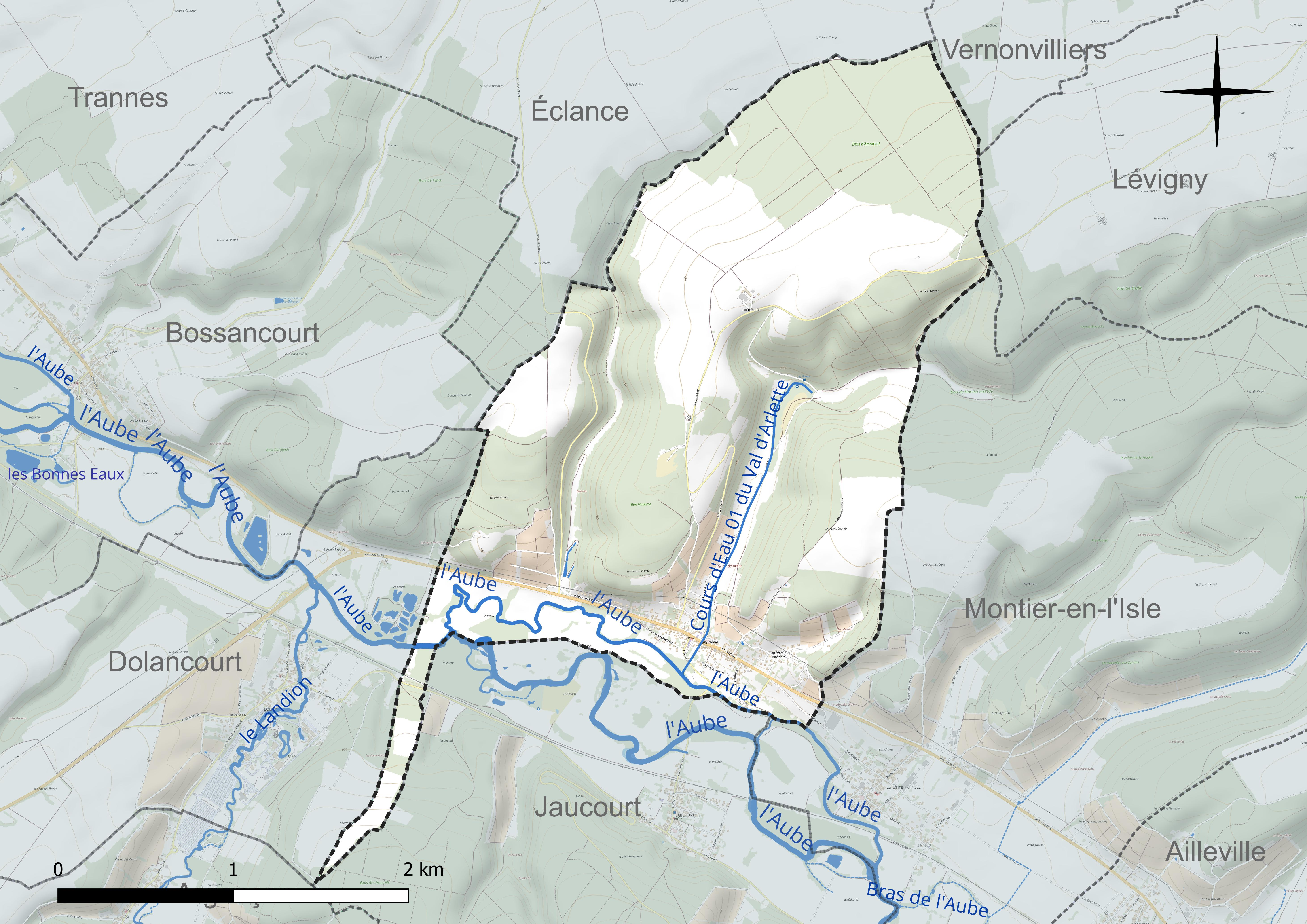
Réseau hydrographique d'Arsonval.

### Climat
Pour des articles plus généraux, voir Climat du Grand Est et Climat de l'Aube.
En 2010, le climat de la commune est de type climat océanique dégradé des plaines du Centre et du Nord, selon une étude du Centre national de la recherche scientifique s'appuyant sur une série de données couvrant la période 1971-2000. En 2020, Météo-France publie une typologie des climats de la France métropolitaine dans laquelle la commune est exposée à un climat océanique altéré et est dans la région climatique Lorraine, plateau de Langres, Morvan, caractérisée par un hiver rude (1,5 °C), des vents modérés et des brouillards fréquents en automne et hiver.
Pour la période 1971-2000, la température annuelle moyenne est de 10,6 °C, avec une amplitude thermique annuelle de 15,9 °C. Le cumul annuel moyen de précipitations est de 862 mm, avec 12,6 jours de précipitations en janvier et 8,6 jours en juillet. Pour la période 1991-2020, la température moyenne annuelle observée sur la station météorologique de Météo-France la plus proche, « Ailleville_sapc », sur la commune d'Ailleville à 3 km à vol d'oiseau, est de 11,4 °C et le cumul annuel moyen de précipitations est de 833,5 mm. 
La température maximale relevée sur cette station est de 41,3 °C, atteinte le 25 juillet 2019 ; la température minimale est de −19,7 °C, atteinte le 20 décembre 2009,,.
Les paramètres climatiques de la commune ont été estimés pour le milieu du siècle (2041-2070) selon différents scénarios d'émission de gaz à effet de serre à partir des nouvelles projections climatiques de référence DRIAS-2020. Ils sont consultables sur un site dédié publié par Météo-France en novembre 2022.

## Urbanisme

### Typologie
Au 1er janvier 2024, Arsonval est catégorisée commune rurale à habitat dispersé, selon la nouvelle grille communale de densité à 7 niveaux définie par l'Insee en 2022.
Elle est située hors unité urbaine. Par ailleurs la commune fait partie de l'aire d'attraction de Bar-sur-Aube, dont elle est une commune de la couronne,. Cette aire, qui regroupe 43 communes, est catégorisée dans les aires de moins de 50 000 habitants,.

### Occupation des sols
L'occupation des sols de la commune, telle qu'elle ressort de la base de données européenne d’occupation biophysique des sols Corine Land Cover (CLC), est marquée par l'importance des forêts et milieux semi-naturels (54,5 % en 2018), en diminution par rapport à 1990 (59,6 %). La répartition détaillée en 2018 est la suivante : 
forêts (54,5 %), terres arables (23,9 %), prairies (14,8 %), zones agricoles hétérogènes (3,4 %), zones urbanisées (3,3 %), cultures permanentes (0,1 %). L'évolution de l’occupation des sols de la commune et de ses infrastructures peut être observée sur les différentes représentations cartographiques du territoire : la carte de Cassini (XVIIIe siècle), la carte d'état-major (1820-1866) et les cartes ou photos aériennes de l'IGN pour la période actuelle (1950 à aujourd'hui).

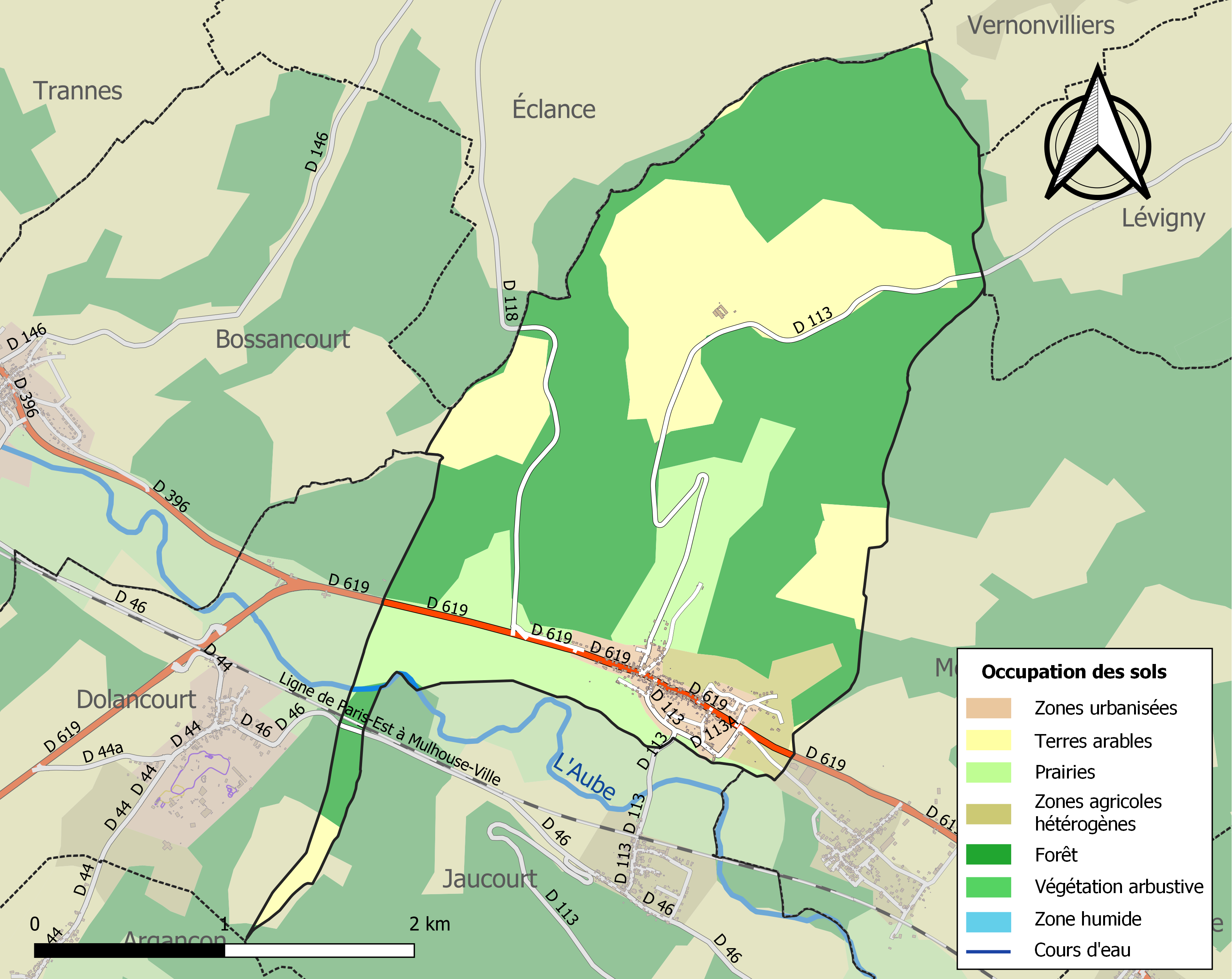
Carte des infrastructures et de l'occupation des sols de la commune en 2018 (CLC).

## Histoire
Seigneurie : 1400 - Jean d'Arconval et Marguerite sa fille, mariée vers 1418 à Jean Millet (source : Titre de Nevers - Abbé de Marolles).
En février 1814, la Bataille de Bar-sur-Aube a impliqué la commune.

## Politique et administration
| Période                                  | Période       | Identité                                   | Étiquette | Qualité     |
| ---------------------------------------- | ------------- | ------------------------------------------ | --------- | ----------- |
| avant 1988                               | 1989          | Michel Cattani                             |           |             |
| 1989                                     | ?             | Roger Grotte                               | DVD       |             |
| mars 2001                                | mars 2008     | André Rosselle                             |           |             |
| mars 2008                                | Novembre 2016 | Jean-Pierre Mœurs                          | DVD       | Agriculteur |
| février 2017                             | en cours      | Hervé Fates Réélu pour le mandat 2020-2026 | DVD       | Éditeur     |
| Les données manquantes sont à compléter. |               |                                            |           |             |

## Démographie
L'évolution du nombre d'habitants est connue à travers les recensements de la population effectués dans la commune depuis 1793. Pour les communes de moins de 10 000 habitants, une enquête de recensement portant sur toute la population est réalisée tous les cinq ans, les populations de référence des années intermédiaires étant quant à elles estimées par interpolation ou extrapolation. Pour la commune, le premier recensement exhaustif entrant dans le cadre du nouveau dispositif a été réalisé en 2004.

En 2022, la commune comptait 289 habitants, en évolution de −12,42 % par rapport à 2016 (Aube : +0,7 %, France hors Mayotte : +2,11 %).
| 1793 | 1800 | 1806 | 1821 | 1831 | 1836 | 1841 | 1846 | 1851 |
| ---- | ---- | ---- | ---- | ---- | ---- | ---- | ---- | ---- |
| 348  | 352  | 345  | 346  | 388  | 410  | 449  | 470  | 479  |

| 1856 | 1861 | 1866 | 1872 | 1876 | 1881 | 1886 | 1891 | 1896 |
| ---- | ---- | ---- | ---- | ---- | ---- | ---- | ---- | ---- |
| 460  | 444  | 470  | 406  | 389  | 375  | 434  | 322  | 285  |

| 1901 | 1906 | 1911 | 1921 | 1926 | 1931 | 1936 | 1946 | 1954 |
| ---- | ---- | ---- | ---- | ---- | ---- | ---- | ---- | ---- |
| 297  | 275  | 264  | 235  | 267  | 257  | 245  | 264  | 283  |

| 1962 | 1968 | 1975 | 1982 | 1990 | 1999 | 2004 | 2006 | 2009 |
| ---- | ---- | ---- | ---- | ---- | ---- | ---- | ---- | ---- |
| 287  | 280  | 320  | 388  | 365  | 331  | 329  | 330  | 342  |

| 2014 | 2019 | 2022 | - | - | - | - | - | - |
| ---- | ---- | ---- | - | - | - | - | - | - |
| 331  | 306  | 289  | - | - | - | - | - | - |

## Culture locale et patrimoine

### Lieux et monuments
- Musée Loukine.
- Église Saint-Martin, construite vers 1200, possède un clocher roman. La chapelle nord est du XVIe siècle. La nef a été remaniée au XVIIe siècle[21]. Elle est ornée de fresques et inscrite à l'inventaire supplémentaire des monuments historiques le 9 juin 1926[22].

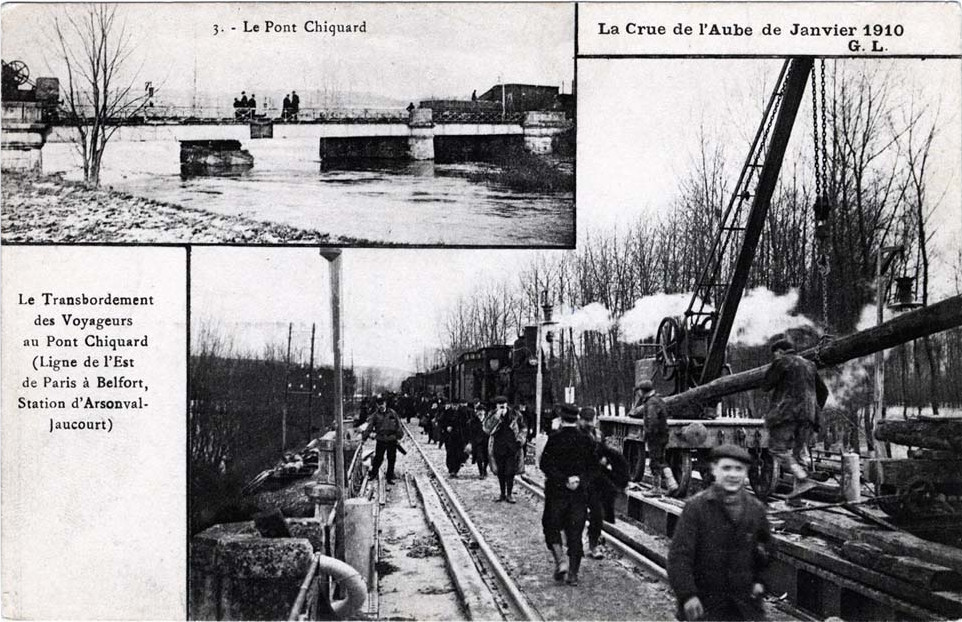
La gare d'Arsonval-Jaucourt lors de la crue de 1910,
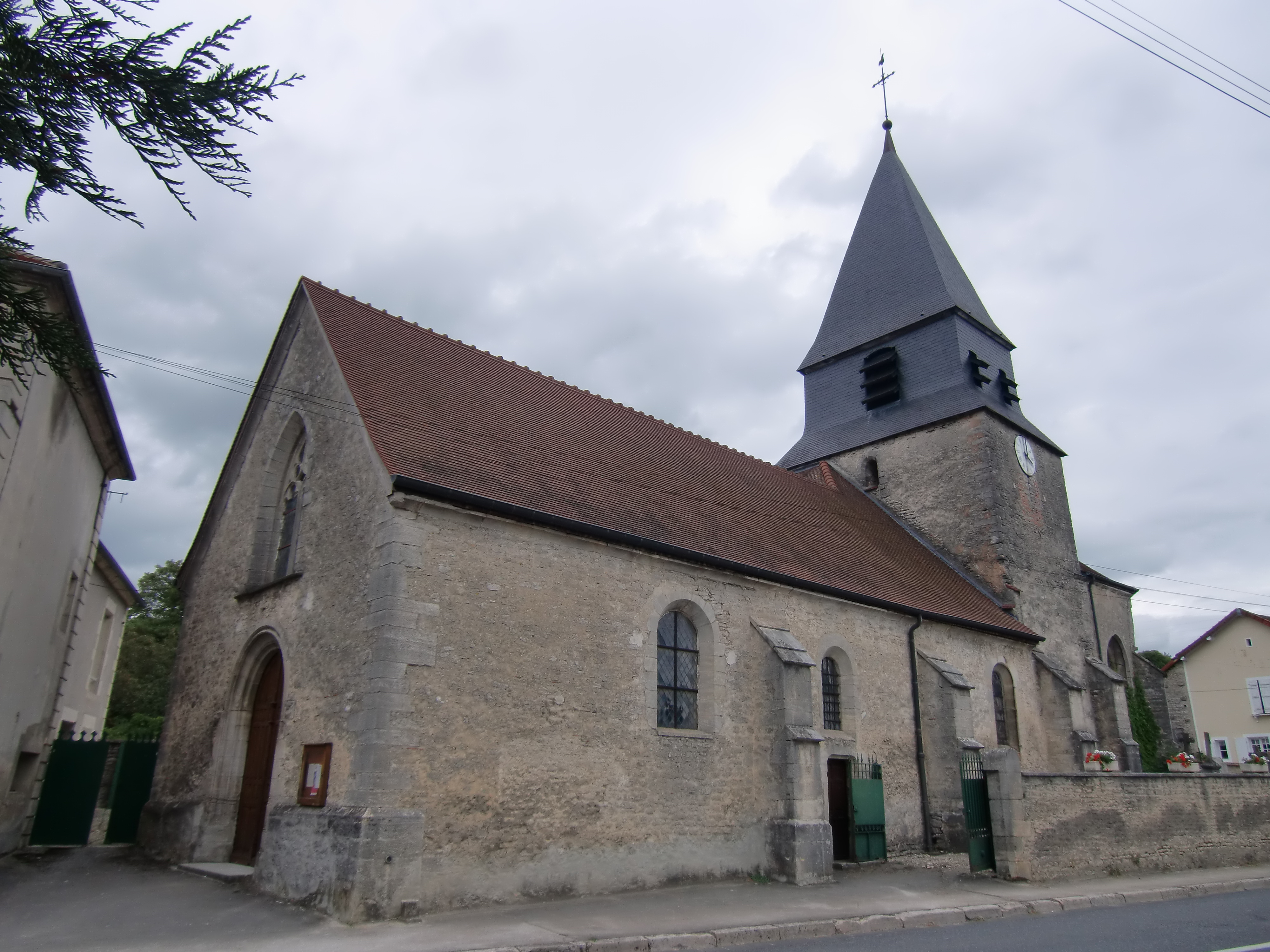
vues de
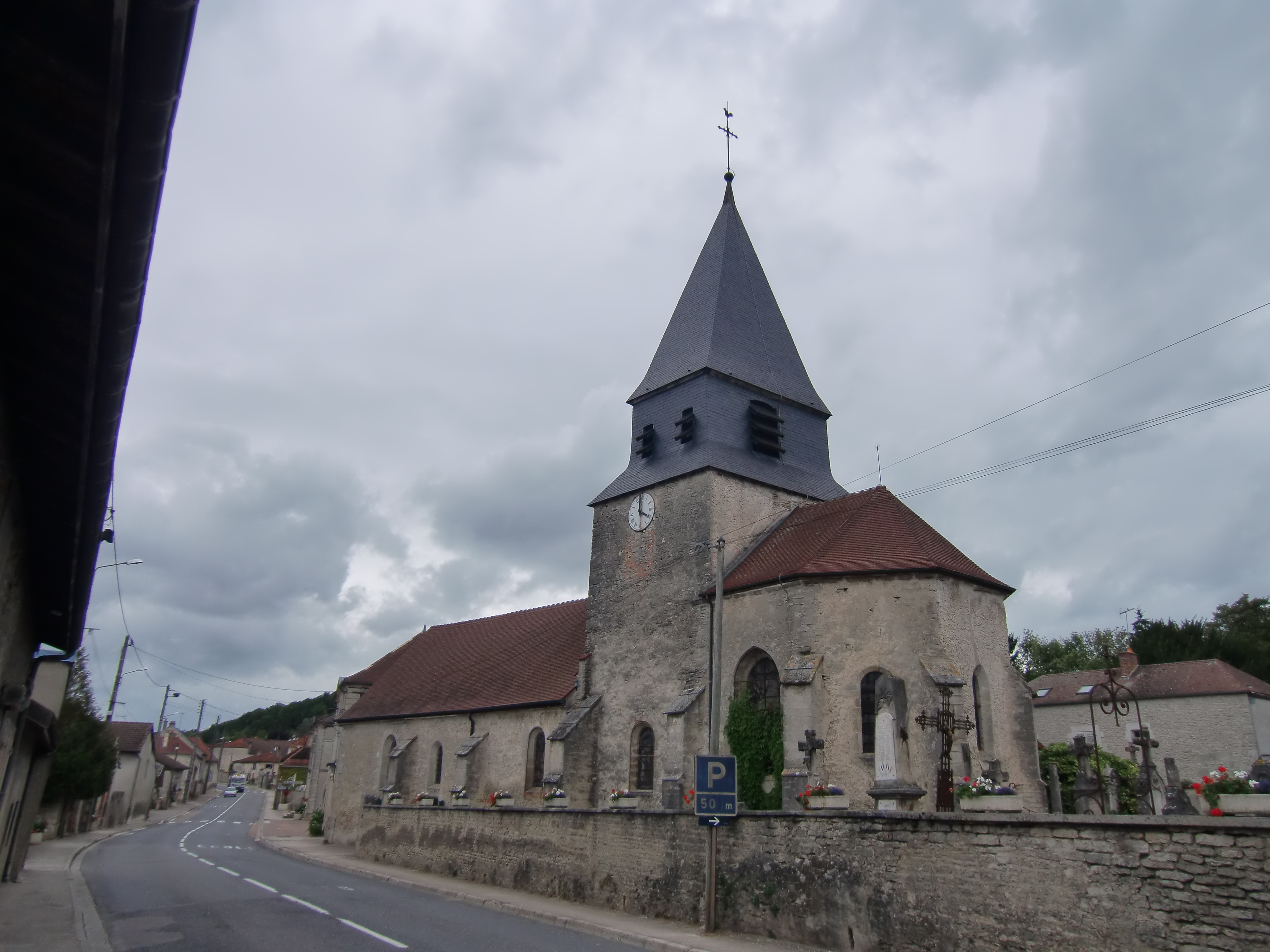
l'église.

### Personnalités liées à la commune
- Victor-Eugène Ardouin-Dumazet (né en 1852, mort en 1940 à Arsonval) : journaliste, auteur de Voyage en France, guides touristiques (une soixantaine de volumes).

### Héraldique
Pour un article plus général, voir Armorial des communes de l'Aube.
| Blason de Arsonval | Blason  | Tranché : au 1er d'or à une grappe de raisin d'azur, tigée et feuillée de sinople, au 2d de gueules à une étoile de huit rais d'or, à une épée d'argent posée en bande brochant sur la partition ; au chef parti, au 1er d'azur à trois fleurs de lys d'or, au 2d d'azur à la bande d'argent côtoyée de deux doubles cotices potencées et contre-potencées d'or. |
| Blason de Arsonval | Détails | Le statut officiel du blason reste à déterminer. |